# Douglas Cagas
Douglas Ra. Cagas, detto Dodo (3 dicembre 1943 – Digos, 10 giugno 2021), è stato un politico filippino.

## Biografia

### Carriera politica
Membro del noto clan dei Cagas, fu una personalità importante e controversa all'interno del movimento politico mindanaoense. Iniziò la propria carriera politica nei primi anni ottanta come membro dell'Assemblea Nazionale Regolare della sua provincia, per poi diventarne deputato alla camera dei rappresentanti tra il 1998 e il 2007. Lo stesso anno fu eletto governatore di Davao del Sur, carica che ricoprì fino al 2013 e nuovamente dal 2016 sino alla sua morte.
Accusato di essere il mandante dell'omicidio del giornalista Nestor Bedolido a Digos nel 2010, quattro anni dopo si consegnò alle forze dell'ordine dopo che un mandato d'arresto era stato rilasciato nei suoi confronti.
Scarcerato nel 2016, lo stesso anno fu invece accusato dalla senatrice Leila de Lima, assieme al figlio e Arrel Olaño, di essersi appropriato di circa 9,3 milioni di pesos attraverso il sistema del pork barrel durante il proprio mandato da rappresentante.

### Morte
Cagas è morto il 21 giugno 2021 al Medical Center di Digos, dove si trovava ricoverato da tre settimane, per complicanze legate al COVID-19.

## Vita privata
Fu sposato con la sinofilippina Mercedes Chan Cagas, con cui ebbe un figlio, Marc Douglas. Sia la moglie sia il figlio sono a loro volta entrati in politica.